# Anderacha
Ne doit pas être confondu avec Anderaccha.
Anderacha est un woreda de la zone Sheka de la région Éthiopie du Sud-Ouest. Ce district a 23 985 habitants en 2007. Son centre administratif est Gecha.

## Géographie
Situé dans la zone Sheka de la région Éthiopie du Sud-Ouest, Anderacha est bordé au nord-ouest par la zone Illubabor de la région Oromia et à l'ouest par la zone Mezhenger (ou Majang) de la région Gambela,.
Son centre administratif Gecha (ou Geche) se trouve vers 2 300 m d'altitude, une quarantaine de kilomètres au sud de la ville de Masha et une centaine de kilomètres au nord de Mizan Teferi.
| Nono    | Masha     |       |
| Mengesh | Anderacha | Gesha |
| Godere  | Yeki      | Bita  |

## Histoire
Comme son voisin Masha, Anderacha est issu de la subdivision en 2007 de l'ancien woreda Masha Anderacha de la région des nations, nationalités et peuples du Sud, et il fait partie de la zone Sheka.
La zone Sheka se rattache à la nouvelle région Éthiopie du Sud-Ouest en 2021.

## Démographie
D'après le recensement national de 2007 réalisé par l'Agence centrale de la statistique (Éthiopie), Anderacha compte 23 985 habitants dont 11 % de citadins qui sont les 2 611 habitants de Gecha.
La majorité des habitants (69 %) sont protestants, 20 % sont orthodoxes, 6 % sont de religions traditionnelles africaines et 1 % sont musulmans.
En 2022, sa population est estimée à 34 834 personnes avec une densité de population de 34 personnes par km2 et 1 020 km2 de superficie,.